# Fastnet Lighthouse
Fastnet Lighthouse is een vuurtoren op Fastnet Rock, een rotseilandje dat het uiterste zuiden van Ierland vormt. 

## De twee torens
Een eerste vuurtoren op dit eilandje werd gebouwd in 1853 en verving een vuurtoren op het naburige Cape Clear Island, nadat ondanks deze vuurtoren een grote schipbreuk had plaatsgevonden. De vuurtoren op Fastnet Rock werd gebouwd van gietijzer met een binnenlaag van baksteen. Deze constructie bleek niet sterk genoeg en in 1868 werd de onderkant van de toren verstevigd met metselwerk en nog een laag gietijzer. In 1881 begaf echter een op vergelijkbare manier gebouwde en verstevigde vuurtoren het, waarbij het bovendeel dat niet verstevigd was volledig afbrak. Omdat men bovendien het vuurtorensignaal niet sterk genoeg vond, werd besloten tot de bouw van een nieuwe toren. Deze toren werd van 1897 tot 1904 gebouwd van 2.074 granietblokken, die elk zo'n 1750 tot 3000 kg wogen. Op 27 juni 1904 werd de tweede toren in werking gesteld.

## Voorzieningen
- De lamp van de tweede toren had dubbele vierzijdige fresnellens ("biform"). Het licht werd gemaakt met olie of petroleum. Op 10 mei 1969 werd deze lamp vervangen door elektrisch licht.
- In 1887 werd een explosie-mistsignaal aangebracht bij de vuurtoren. Deze werd in 1904 naar de nieuwe toren verplaatst. In 1974 werd deze vervangen door een elektrische misthoorn. Deze is in 2011 buiten gebruikt gesteld.
- In 1994 werd een radarbaken geplaatst. Deze zendt in morse het signaal "G" uit.
- De huidige vuurtoren is voorzien van een Automatic Identification System.

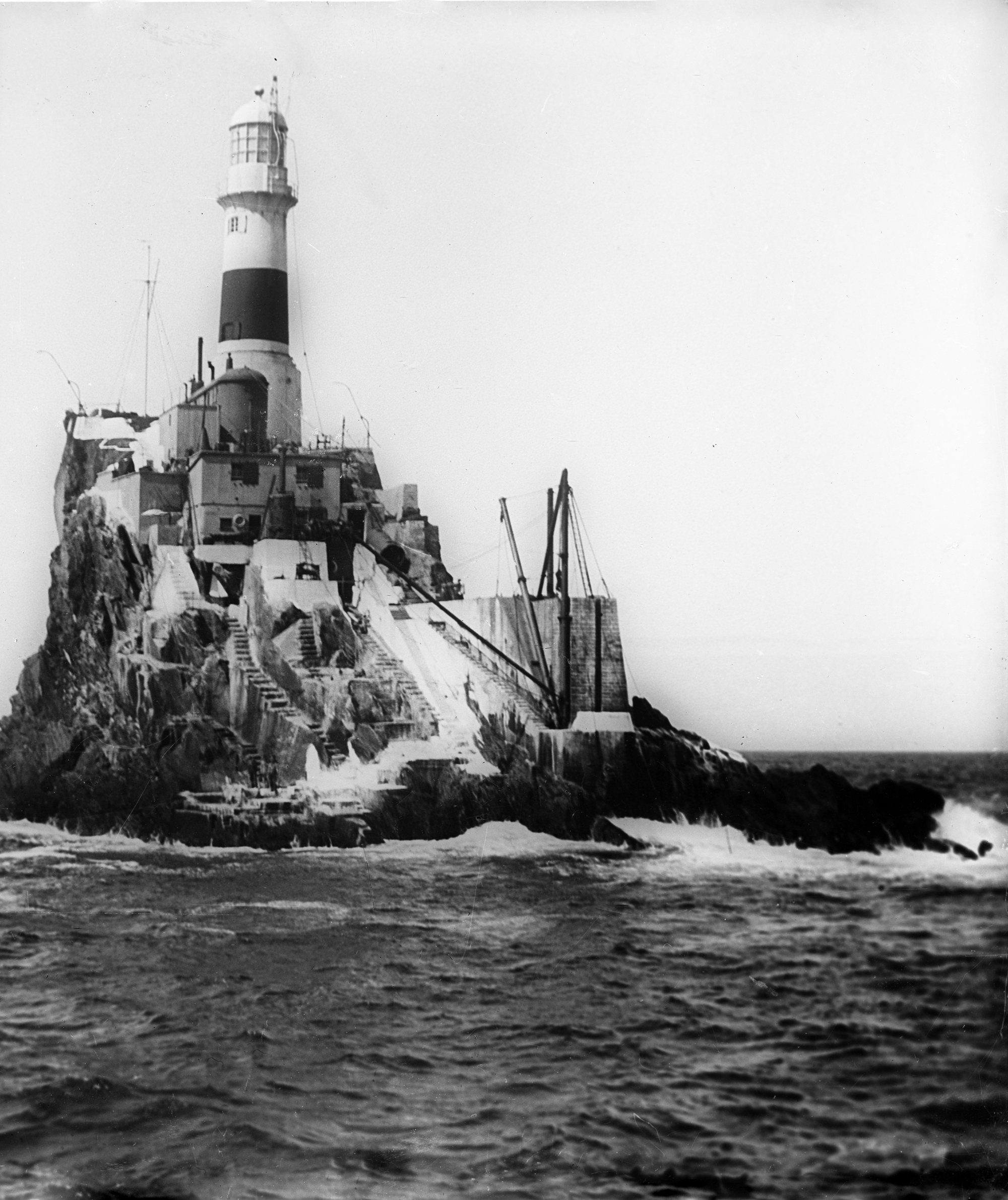
Bouwwerkzaamheden omstreeks 1900 aan de tweede vuurtoren, de eerste staat nog boven op het eiland.